# Hrabstwo Canadian

Piramida wieku mieszkańców hrabstwa

Canadian – hrabstwo w stanie Oklahoma w USA. Założone w marcu 1890 roku. Populacja liczy 106 079 mieszkańców (stan według danych z 2008 roku).
Powierzchnia hrabstwa to 2344 km² (w tym 14 km² stanowią wody). Gęstość zaludnienia wynosi 38 osób/km².

## Miasta
- Calumet
- El Reno
- Mustang
- Okarche
- Oklahoma City
- Piedmont
- Union City
- Yukon